# Tomás Real
Tomás Real (f. 1557) fue un eclesiástico y catedrático español.

## Biografía
Nacido en Játiva, fue beneficiado de la metropolitana de Valencia, doctor en Teología, catedrático y rector de la Universidad de dicha ciudad del 1524 al 1525, de la que había sido también discípulo. El arzobispo Tomás de Villanueva lo tuvo por consultor. Falleció en 1557.
Cultivó la poesía y escribió las obras De virtutibus, gaudiis et doloribus Deiparae Virginis Mariae libellus panegyricus (Valencia, 1553), Doctrina confessional para les persones de ordens sacres y en alguns llochs útil á tots los altres confessants (Valencia, 1556) y De Conceptione Beatae ac integerrimae Virginis Mariae, entre otras.